# یواس‌اس ملت (ای‌پی‌ای-۱۵۶)
یواس‌اس ملت (ای‌پی‌ای-۱۵۶) (به انگلیسی: USS Mellette (APA-156)) یک کشتی بود که طول آن ۴۵۵ فوت (۱۳۹ متر) بود. این کشتی در سال ۱۹۴۴ ساخته شد.